# أندرو إينز
أندرو إينز (بالإنجليزية: Andrew Innes)‏ هو موسيقي وعازف قيثارة بريطاني، ولد في 16 مايو 1962 في اسكتلندا في المملكة المتحدة.

## وصلات خارجية
- أندرو إينز على موقع IMDb (الإنجليزية)
- أندرو إينز على موقع ميوزك برينز (الإنجليزية)
- أندرو إينز على موقع أول ميوزيك (الإنجليزية)
- أندرو إينز على موقع ديسكوغز (الإنجليزية)